# 夕刊デイリー
夕刊デイリー新聞（ゆうかんデイリーしんぶん）は、宮崎県延岡市大貫町に本社を置く夕刊デイリー新聞社が発行する、夕刊の地方紙（日刊）である。
延岡市、日向市などの県北地域を主要な発行地域としている。延岡市、日向市を中心とした県北エリアで販売店網を通じて宅配される。宮崎日日新聞や全国紙との併読により普及率は高い。

## 歴史
1963年に創刊。郷土の歴史と伝統を尊重し、県民の幸福と利益増進に邁進することを目標に設立。創刊当初はブランケット判2ページ。宮崎市にも取材網を構えるために支局が設けられていたが、1979年に支社に格上げされた。
1989年に電算写植機を導入。1991年には編集記事にワードプロセッサを取り入れたり、1993年には写真のデジタル処理を実施するようになった。1995年には20ページ建ての印刷が可能な最新輪転機も取り入れた。
2004年から2005年には最新鋭の技術を取り入れた本社工場棟、事務棟がそれぞれ増築・新設された。

## 本社・支局
- 本社
  - 延岡市大貫町2丁目1302番地
- 日向支社
- 宮崎支社
- 高千穂支局

## テレビ・ラジオ欄
夕刊紙ということもあり、テレビ欄の表示基点は発行日当日の夕方6時からとなっており、日を跨いだ翌日分の番組表も深夜までの一日分がまるまる掲載されている。
また、通常の新聞のテレビ欄は紙面の左端からNHKもしくは地元民放局が優先的に掲載され、最後に他県の民放局やBS放送の番組表が並ぶことがほとんどであるが、夕刊デイリーは紙面左側からNHKのBSとケーブルテレビで再送信されている一部のCS局（ハーフ、もしくは小サイズ）、次いで熊本の民放（熊本朝日放送・熊本県民テレビ、共にフルサイズ）と続き、その後に宮崎民放（テレビ宮崎・宮崎放送）、最後にNHK宮崎放送局が並ぶという独特な構成となっている。熊本民放は五ヶ瀬町など直接受信が出来る一部地区を除くとケーブルテレビ（ケーブルメディアワイワイ）を介しないと視聴することが出来ないにもかかわらず、紙面のほぼ中央に大きく掲載されている。
また、延岡・日向地区をエリアとするコミュニティーFMのうち、自社が関わっているFMのべおかは番組表を掲載しているものの、ケーブルメディアワイワイが関与するFMひゅうがの番組表は掲載されていない（逆にケーブルメディアワイワイはFMひゅうがのケーブル再送信を行っている一方でFMのべおかの再送信は行っていない）。

## 関連事業
- デイリー明るい社会賞
  - 1973年に夕刊デイリー創刊10周年を記念し制定された賞である。地域社会に貢献もしくはスポーツで好成績を残した個人団体に贈られている。年1回表彰がある。これまでの受賞者は個人507、団体180にのぼっている。
- 財団法人デイリー健康福祉事業団
  - 1968年、延岡市医師会・日向東臼杵医師会と夕刊デイリー新聞社が共同で設立した財団法人である。宮崎県北の住民の健康増進を目的として設立された。健康教室、デイリー健康大学、小中高生の心臓費検診補助、新聞紙上での広報などの事業を行っている。

## 備考
- かつては延岡市・日向市エリアに別の夕刊誌である「夕刊ポケット」というものが存在し、俗に宮崎県北エリアは「夕刊激戦区」とも言われた。
- FMのべおか - 2012年2月20日に開局したコミュニティFM局[3]。夕刊デイリー新聞社が株式の半数を保有する。
- ケーブルメディアワイワイ - 宮崎県北地域をエリアとするケーブルテレビ局。大手化学メーカーの旭化成が株式の半数を保有する。